# Puente Libertador General San Martín
Puente Libertador General San Martín – międzynarodowy przejazd drogowy pomiędzy Urugwajem a Argentyną wzniesiony ponad graniczną rzeką Urugwaj. Most łączy argentyńskie miasto Gualeguaychú z urugwajskim Fray Bentos. Nazwa mostu pochodzi od bojownika o niepodległość José de San Martína.

## Opis
Most ma 8,30 metrowy pas drogi i dwóch pasów po bokach szerokości 1,50 m każdy, pod którym z kable i rury.  Ma 45 m wysokości i 5366 metrów długości. W tym 4220 metry podlegają Argentynie, a 1146 metrów Urugwajowi. Przejazd przez most jest płatny. 

## Historia
Plany projektu budowy mostu rozpoczęła się już w dniu 23 listopada 1960, kiedy powstała Comisión Técnica Mixta del Puente entre la Argentina y el Urugwaj (COMPAU). 30 maja 1967 roku podpisano w Buenos Aires porozumienie pomiędzy Argentyną i Urugwajem,  które zostało ratyfikowane 17 października 1967 roku w Montevideo. Z prowadzącym budowę  Consorcio Puente Internacional(COPUI) podpisano umowę w sierpniu 1972 roku. 16 września 1976 roku most został otwarty. Nadano mu nazwę na cześć argentyńskiego polityka José de San Martína.

## Międzynarodowy konflikt
Protestując przeciwko budowie w urugwajskim Fray Bentos fabryki celulozy od 2005 most był sporadycznie blokowany, zwykle podczas wakacji co powodowało wiele problemów przemieszczającym się podróżnym. 30 kwietnia 2005 roku most został zablokowany przez około 40 tysięcy osób, a od października 2006 roku most ponownie na ponad trzy i pół roku.